# Laurindo Almeida
Laurindo Almeida (Miracatu, 2 september 1917 - Los Angeles, 26 juli 1995) was een Amerikaanse jazzgitarist en componist.

## Biografie
Almeida werd door zijn moeder, een concertpianiste, met de muziek grootgebracht. Al op 19-jarige leeftijd reisde hij naar Europa en werd hij beïnvloed door de muziek van Django Reinhardt in Parijs. Met het uitbreken van de Tweede Wereldoorlog keerde hij weer terug naar Brazilië en formeerde daar met de gitarist Garoto een gitaarduo. In 1947 werkte hij in de band van de zangeres Carmen Miranda. Dit werk leidde hem naar de Verenigde Staten, waar hij in Hollywood studiomuzikant voor filmsoundtracks werd. Tijdens deze periode componeerde hij ook de eerste keer voor films. Aan het einde van zijn leven stonden meer dan 800 soundtracks van hem geboekt.
Laurindo Almeida was nog voor Antônio Carlos Jobim een van de eersten, die de bossanova populair maakten in de Verenigde Staten. Zijn album Guitar From Ipanema (1964), dat hij opnam met Irene Krall, won een Grammy Award. Hij toerde meerdere jaren met het Modern Jazz Quartet, waarmee hij o.a. het Concierto de Aranjuez opnam. Tijdens de jaren 1970 was hij met de band The L.A. 4 (met Bud Shank, Ray Brown en Jeff Hamilton) zeer succesvol. Sinds de jaren 1950 woonde hij tot zijn dood uitsluitend in Los Angeles.

## Overlijden
Laurindo Almeida overleed in juli 1995 op 77-jarige leeftijd.

## Discografie

### Composities
- 1949: Lobiana
- 1979: Concerto No. 1

- Biblioteca Nacional de España: XX875473
- Bibliothèque nationale de France: cb13890697p (data)
- CiNii: DA12849014
- Gemeinsame Normdatei: 134313399
- International Standard Name Identifier: 0000 0000 7730 5524
- Library of Congress Control Number: n81058269
- Nationale Bibliotheek van Letland: 000066780
- MusicBrainz: c23280a8-abc8-4435-ab44-43762ce0c89c
- Nationale Bibliotheek van Tsjechië: ola2002158205
- Nationale Bibliotheek van Israël: 987007335070705171
- Nederlandse Thesaurus van Auteursnamen: 07123098X
- Istituto Centrale per il Catalogo Unico: UBOV526036
- SNAC: w6611vxv
- Système universitaire de documentation: 080565387
- Virtual International Authority File: 102369673
- WorldCat: E39PBJcgCcjfpYqkkwGq6R9JjC